# Justin Gaethje
Justin Ray Gaethje, född 14 november 1988 i Safford, är en amerikansk MMA-utövare som sedan 2017 tävlar i organisationen Ultimate Fighting Championship. Han tävlar inom Lättvikt viktklassen och är en före detta mästare i Lättvikt. Nuvarande är han rankad #3 inom UFC lättvikts rankningarna.
Gaethje började brottas när han var 4 år gammal. Han var Arizona state mästare två gånger inom brottning på Safford High School, och NCAA Division I All American under hans tid i University of Northern Colorado. Han började med sin amatör MMA karriär när han var i högskolan och började sedan sin professionella MMA karriär och gick med i World Series of Fighting (WSOF) året 2013. Under det året blev han mästare inom Lättvikt. Han försvarade sitt WSOF bälte fem gånger innan han gick med i UFC året 2017.

## Bakgrund
Justin Ray Gaethje föddes den 14 november 1988 i Safford, Arizona.Hans mamma, Carolina (née Espinoza), är av mexikansk härkomst från Sonora, Mexico och hans pappa, John Ray Gaethje, är av tysk härkomst.Gaethjes mamma arbetade som postmästare medan hans pappa arbetade som koppargruvarbetare, precis som båda hans farfäder. Hans farfar var också boxare när han tjänstgjorde i USA:s armé. Gaethje en tvillingbror som heter Marcus John Gaethje som arbetade på Morenci gruvan i nästan 10 år.
När Gaethje var 18 år arbetade han en sommar på Morenci gruvan. Han arbetade sju dagar i veckan, 12 timmar varje dag i tre månader i sträck och tog en sjukdag för att sova.